# Чёрный Отрог (железнодорожная станция)
Чёрный Отрог — железнодорожная станция в Саракташском районе Оренбургской области. Входит в состав Чёрноотрожского сельсовета.

## География
Находится на железнодорожной линии Оренбург - Орск на расстоянии примерно 19 километров по прямой на запад-северо-запад от районного центра поселка Саракташ.

## История
В 1912 году на этом месте начато строительство железнодорожной ветки Оренбург — Орск. В 1930-е годы один за другим здесь стали строить свои дома жители ближайших сёл, нашедших работу на строительстве железной дороги. В это время Управление железной дороги строит так называемую казарму для своих работников, школу, здание первого вокзала. Базовым предприятием станции является Черноотрожское хлебоприёмное предприятие, основанное в 1930 году.

## Население
Население составляло 393 человек в 2002 году (русские 68 %), 403 по переписи 2010 года.